# Fajãzinha (Cabo Verde)
Se procura a freguesia homónima do município das Lajes das Flores, Açores, veja Fajãzinha.
Fajãzinha (Crioulo cabo-verdiano, ALUPEC: Fajãzinha) é uma vila do município de Mosteiros, em Cabo Verde.

## Vilas próximas ou limítrofes
- Mosteiros, oeste
- Fonsaco, suleste